# أرانتزا ألفاريز
أرانتزا ألفاريز (بالسويدية: Arantxa Alvarez)‏ هي مغنية ومقدمة تلفزيونية سويدية، ولدت في 17 نوفمبر 1991 في نورشوبينغ في السويد.